# Krishan Kant
Krishan Kant, né le 28 février 1927 dans le village de Kot Mohammad Khan (district de Tarn Taran, Pendjab) et mort le 27 juillet 2002 à New Delhi, est un homme politique indien. Il est vice-président de l'Inde de 1997 jusqu'à sa mort,,.
Il est gouverneur de l'Andhra Pradesh de 1990 à 1997 et est en parallèle gouverneur du Tamil Nadu de 1996 à 1997.